# Gyllenfors kapell
Gyllenfors kapell är ett kapell som tillhör Gislaveds församling i Växjö stift. Kapellet ligger vid södra utfarten från Gislaved till Reftele.

## Kapellet
Kapellet uppfördes 1937 efter ritningar av arkitekt Göran Pauli. En kyrkogård anlades på platsen 1931. Från början tillhörde kapellet Anderstorps församling men överfördes 1951 till Gislaveds församling. Åren 1976 - 1977 renoverades kapellet under ledning av Per Rudenstam. Kapellet färgsattes i gult, rött och blått av konstnären Pär Andersson.

## Inventarier
- Dopfunten är ritad av Per Rudenstam.
- Altartavlan är målad av Pär Andersson.
- Nattvardssilvret tillverkades 1941 av Wiwen Nilsson i Lund.
- I koret hänger en bonad vävd 1984 av Carin Malteson.

### Orgel
- Orgeln är byggd 1973/1974 av Setterquist & Son Orgelbyggeri, Strängnäs. Orgeln är mekanisk och manualstämmorna kan användas på båda manualerna.

| Manual I & II | Pedal      | Koppel |  |
| Gedakt 8’     | Subbas 16’ | I/P    |  |
| Quintadena 8’ |            | II/P   |  |
| Principal 4'  |            |        |  |
| Rörflöjt 4'   |            |        |  |
| Waldflöjt 2'  |            |        |  |
| Mixtur 2 chor |            |        |  |
| Dulcian 8'    |            |        |  |

### Webbkällor
- Gislaveds pastorat
- byggnadspresentation